# Försvarsmateriel
Försvarsmateriel eller försvarsprodukter avser sådana produkter, varor eller tjänster som utvecklats särskilt för militära behov eller har en försvarsspecifik karaktär. Dessa produkter eller tjänster kan utgöra antingen krigsmateriel eller produkter med dubbla användningsområden (PDA). Företagen som tillhandahåller dessa produkter och tjänster är verksamma på försvarsmarknaden. Flödet (exporten) av försvarsmateriel kontrolleras av myndigheten Inspektionen för strategiska produkter (ISP).  